# Королевское высочество (роман)
«Королевское высочество» или «Его королевское высочество» (нем. Königliche Hoheit) — роман немецкого писателя Томаса Манна, написанный в 1906—1909 годах и опубликованный в 1909 году.

## Сюжет
Главный герой романа — Клаус Генрих, принц из вымышленного великого герцогства. Важную роль в сюжете романа имеют автобиографические мотивы, связанные с женитьбой Томаса Манна на Катарине Прингсхайм, и отсылки к кайзеровской Германии.

## Восприятие
Роман был воспринят как сатира на Германскую империю и поэтому подвергнут критике.